# بلمولت
بلمولت (به لاتین: Belmullet) یک منطقهٔ مسکونی در جمهوری ایرلند است که در شهرستان مایو واقع شده‌است. بلمولت ۱٬۰۱۹ نفر جمعیت دارد و ۵ متر بالاتر از سطح دریا واقع شده‌است.